# Umair
Umair (* 14. Dezember 2003) ist ein pakistanischer Musikproduzent, der für seine Arbeit im Hip-Hop und R&B bekannt ist. Er erlangte Anerkennung für die Kombination traditioneller pakistanischer Klänge mit modernen Rhythmen.

## Leben
Umair wuchs in Karatschi auf, wo sein Musikstil mit einem vielfältigen Fokus auf südasiatische und westliche Hip-Hop-Sounds geprägt wurde. Mit 13 Jahren begann er, in seinem Schlafzimmer Beats zu produzieren und beschäftigte sich zunächst mit House-Musik, bevor er sich auf Hip-Hop konzentrierte. Sein Interesse an Vinyl und das Sammeln von Schallplatten beeinflussten ihn und ließen nostalgische Elemente in seine moderne Musik einfließen.
Er begann seine Reise in die Musikproduktion 2016 und ließ sich von amerikanischen Hip-Hop-Produzenten inspirieren.
Im Jahr 2024 unterschrieb Umair bei Mass Appeal Records, dem von Nas mitbegründeten Label, in einer Zusammenarbeit mit anderen pakistanischen Künstlern wie Talha Anjum, Maanu, JANI und Blal Bloch.
Umairs Debütalbum „Rockstar Without a Guitar“ (2024) erreichte Millionen von Streams. Er arbeitete mit prominenten pakistanischen Künstlern wie Young Stunners und Talha Anjum zusammen.
Sein innovativer Ansatz in der Musikproduktion hat zur Entwicklung des Desi-Hip-Hop beigetragen und ihm eine bedeutende Fangemeinde im In- und Ausland eingebracht.
Er ist bei Sony Music Middle East unter Vertrag und wird in den internationalen Medien für seine Beiträge zum südasiatischen Hip-Hop vorgestellt.
Im Jahr 2024 veröffentlichte Umair sein Debütalbum „Rockstar Without a Guitar“, das von der Kritik gefeiert und von der Genius-Community zu den 25 besten Alben des Jahres gezählt wurde.

## Diskographie

### Albums
| Year    | Album                     | Track                        | Artist(s)                                       | Ref. |
| ------- | ------------------------- | ---------------------------- | ----------------------------------------------- | ---- |
| 2024    | Rockstar Without a Guitar | Competition & Currency       | Talha Anjum                                     |      |
| 2024    | Rockstar Without a Guitar | 6AM in Islamabad             | Shamoon Ismail, Talhah Yunus                    |      |
| 2024    | Rockstar Without a Guitar | OBVIOUS                      | Hasan Raheem                                    |      |
| 2024    | Rockstar Without a Guitar | Duniya Cold                  | Shamoon Ismail                                  |      |
| 2024    | Rockstar Without a Guitar | Intentions                   | Natasha Noorani, JJ47                           |      |
| 2024    | Rockstar Without a Guitar | Felony                       | Calm, Talhah Yunus, Faris Shafi                 |      |
| 2024    | Rockstar Without a Guitar | Dominos                      | JJ47                                            |      |
| 2024    | Rockstar Without a Guitar | Broke Flex                   | —                                               |      |
| 2024    | Rockstar Without a Guitar | Day Dreamer                  | —                                               |      |
| 2024    | Rockstar Without a Guitar | 14 December 2003 (Interlude) | —                                               |      |
| 2024    | Rockstar Without a Guitar | Thank God                    | —                                               |      |
| 2024    | Rockstar Without a Guitar | Come Through                 | Abdullah Maharvi, Talha Anjum                   |      |
| 2024    | Rockstar Without a Guitar | Lover Boy Romance            | —                                               |      |
| 2024    | Rockstar Without a Guitar | Refunds                      | —                                               |      |
| 2024    | Rockstar Without a Guitar | Away From Me                 | Shareh, Izzchughtai                             |      |
| 2024    | Rockstar Without a Guitar | Heartbreak City              | Mooroo, Talhah Yunus, JANI                      |      |
| 2024    | Rockstar Without a Guitar | Ends                         | Anaaz, aleemrk                                  |      |
| 2024    | Rockstar Without a Guitar | Make You Mine                | Abdul Hannan, Hasan Raheem                      |      |
| 2024    | Rockstar Without a Guitar | All We Had                   | Asim Azhar, Annural Khalid                      |      |
| 2024    | Rockstar Without a Guitar | Big Dawg Thing               | Talha Anjum, Talhah Yunus, JJ47, Shamoon Ismail |      |
| 2024    | My Terrible Mind          | Back For More                | Talha Anjum & Umair                             |      |
| 2024    | My Terrible Mind          | Good Fellas                  | Talha Anjum & Umair                             |      |
| 2024    | My Terrible Mind          | Run It Back                  | Talha Anjum & Umair                             |      |
| 2024    | My Terrible Mind          | Young OG                     | Talha Anjum & Umair                             |      |
| 2024    | My Terrible Mind          | Plug Shaart                  | Talha Anjum & Umair                             |      |
| 2024    | My Terrible Mind          | 30 Shooter                   | Talha Anjum & Umair                             |      |
| 2024    | My Terrible Mind          | 5AM In Lahore                | Talha Anjum & Umair                             |      |
| 2024    | My Terrible Mind          | Crazy, Maybe                 | Talha Anjum & Umair                             |      |
| 2024    | My Terrible Mind          | Incurable Sadness            | Talha Anjum & Umair                             |      |
| 2024    | My Terrible Mind          | Heartbreak Kid               | Talha Anjum & Umair                             |      |
| 2024    | My Terrible Mind          | Loneliness                   | Talha Anjum & Umair                             |      |
| 2024    | My Terrible Mind          | Jasmine                      | Talha Anjum & Umair                             |      |
| 2024    | My Terrible Mind          | Sweet Talk                   | Talha Anjum & Umair                             |      |
| 2024    | My Terrible Mind          | Let Go                       | Talha Anjum & Umair                             |      |
| 2024    | My Terrible Mind          | Departure Lane               | Talha Anjum & Umair                             |      |
| 2024    | My Terrible Mind          | Rainy Days                   | Talha Anjum & Umair                             |      |
| Quelle: |                           |                              |                                                 |      |

### Single track
- Kaun Talha? (2024) as music composer.[23]